# Copris truncatus
Copris truncatus är en skalbaggsart som beskrevs av Felsche 1901. Copris truncatus ingår i släktet Copris och familjen bladhorningar. Inga underarter finns listade i Catalogue of Life.